# Teaserama
Teaserama è un documentario del 1955 diretto da Irving Klaw.
Il documentario segue alcune pin-up, tra cui Tempest Storm e Bettie Page (all'epoca molto in voga), durante le loro performance burlesque.